# Станца
У поезији станца је јединица у оквиру веће књижевне поетске форме. У модерној поезији, најчешће се поистовећује са строфом. Станца се састоји од груписаних строфа, раздвојених новим редом, са одређеним ритмом и шемом и устаљеним бројем редова:
- 2 реда = Куплет
- 3 реда = Терцет
- 4 реда = Катрен
- 5 реда = Синквен
- 6 реда = Сестет
- 7 реда = Септет
- 8 реда = Октава

Остале врсте станци::
- Баладна станца
- Бурнсова (Шкотска) станца
- Отава рима
- Сицилијанска октава
- Спенсерова станца
- Баласијева станца
- Оњегинова станца
- Терца рима

## Примери
Примери станце су многобројни, посебно у средњовековној књижевности, код трубадура, али и Дантеа, Петрарке, Бокача.
Станце су суптилне код Шекспира, повезане заједничком римом, као у Сонету 116::
```
Спој верних душа, сметња не ремети.                  |\
А љубав није љубав, коју свако                       | \
С променом мења, ил' ако се сети                     | / Једна станца
Да с неверником изневери лако.                       |/

О, не! Љубав је тек кула светиља                     |\ 
Што гледа буре и њихову пену                         | \
Она је звезда, висока водиља,                        | / Једна станца
За залуталу барку. Ни времену                        |/

Играчка није, мада су румена                         |\
Лица под њеном косом која чека;                      | \
О, љубав нема промена, ни мена                       | / Једна станца
Већ траје док је света и века.                       |/

Ако ја грешим, мој стих је лаж тада                  |\
И нико није волео никада.                            |/  Куплет

```